# Kalervo Oberg
Kalervo Oberg (* 15. Januar 1901 in Nanaimo, British Columbia; † 11. Juli 1973 in Corvallis, Oregon) war ein US-amerikanischer Anthropologe finnischer Herkunft. Der Wissenschaftler prägte den Begriff Kulturschock und entwickelte hierfür ein Phasenmodell, das bis heute wissenschaftliche Anerkennung genießt.
Er forschte zu den Tlingit-Indianern, verschiedenen Indianerstämmen des nördlichen und südlichen Mato Grosso in Brasilien und vielen weiteren Kulturen.

## Werke
- The social economy of the Tlingit Indians. Chicago 1940
- The Kingdom of Ankole in Uganda. In: Fortes und Evans-Pritchard (Hrsg.): African Political Systems. Oxford 1940
- The Terena and the Caduveo of southern Mato Grosso, Brazil. United States Government Printing Office, Washington 1949
- Indian tribes of northern Mato Grosso, Brazil. United States Government Printing Office, Washington 1953
- The social economy of the Tlingit Indians. Univ. of Washington Press, Seattle [u. a.] 1973